# Шандрук Роман Валерійович
Рома́н Вале́рійович Шандру́к (нар. 29 травня 1998) — український футболіст, півзахисник.

## Життєпис

### Ранні роки
Вихованець ДЮСШ луцької «Волині». Із 2011 по 2015 рік провів у чемпіонаті ДЮФЛ 51 матч, забивши 5 голів.

### Клубна кар'єра
16 серпня 2015 року дебютував у юнацькій (U-19) команді «хрестоносців» у домашньому поєдинку з харківський «Металістом». За молодіжну (U-21) команду дебютував 17 жовтня того ж року у виїзному матчі проти «Олександрії».
20 листопада 2016 року дебютував у Прем'єр-лізі у виїзній грі проти кропивницької «Зірки», замінивши на 77-й хвилині Владислава Шаповала.

## Статистика
Статистичні дані наведено станом на 2 грудня 2016 року
| Клуб     | Ліга         | Сезон   | Чемпіонат | Чемпіонат | Кубок | Кубок | U-21 | U-21 |
| Клуб     | Ліга         | Сезон   | Ігри      | Голи      | Ігри  | Голи  | Ігри | Голи |
| -------- | ------------ | ------- | --------- | --------- | ----- | ----- | ---- | ---- |
| «Волинь» | Прем'єр-ліга | 2015/16 |           |           |       |       | 2    | 0    |
| «Волинь» | Прем'єр-ліга | 2016/17 | 1         | 0         |       |       | 10   | 0    |